# 広尾ガーデンヒルズ

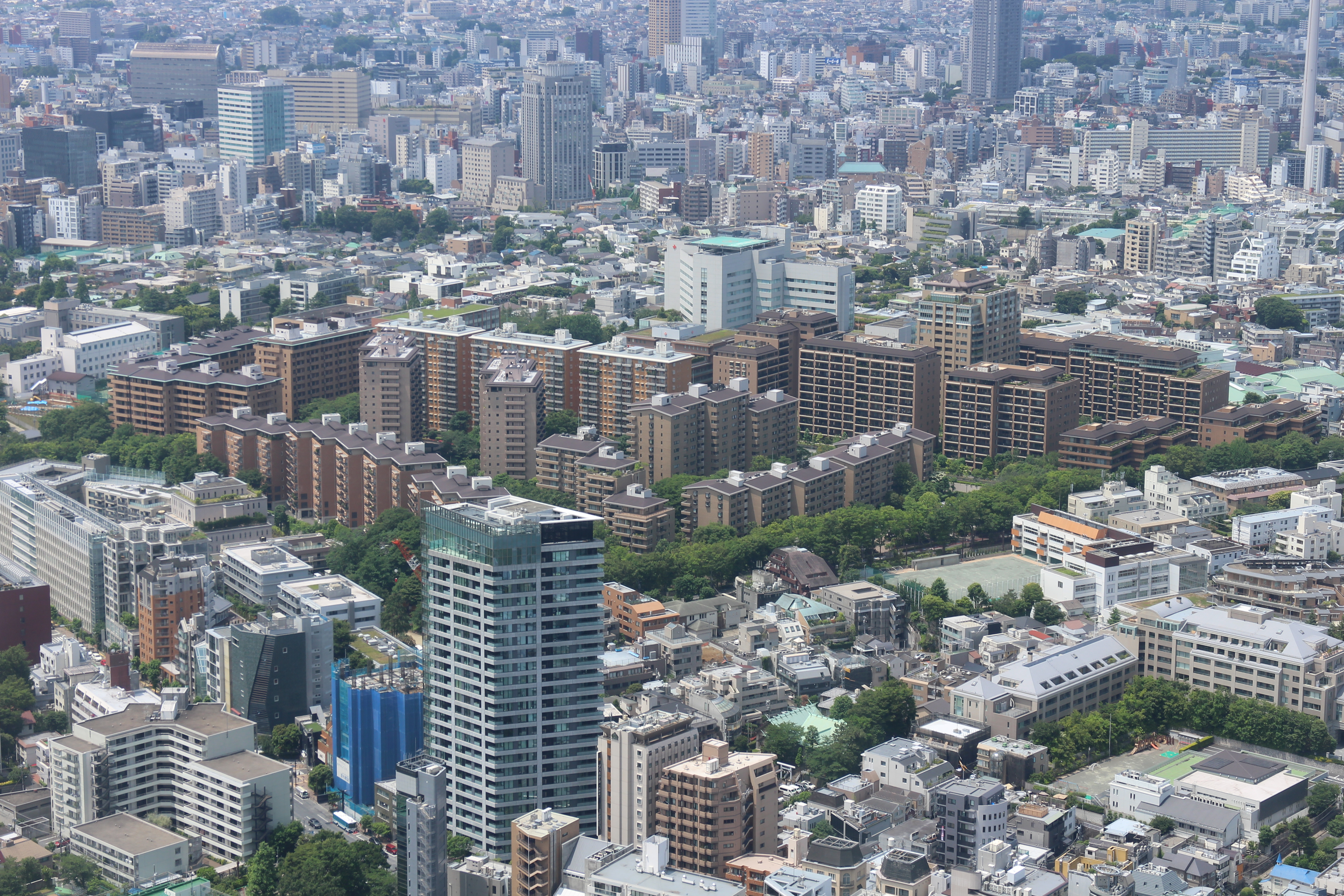
六本木ヒルズから見た広尾ガーデンヒルズ

広尾ガーデンヒルズ（ひろおガーデンヒルズ、Hiroo Garden Hills）は、東京都渋谷区広尾に所在する大規模マンションである。住友不動産、三井不動産、三菱地所、第一生命保険の4社共同開発によって、1987年2月に全体が竣工した。第29回BCS賞を受賞。
北西方向の隣接地には2009年以降、新たな大規模マンション「広尾ガーデンフォレスト（Hiroo Garden Forest）」が順次竣工しており、本項では同マンションについても記述する。

## 概要
1972年（昭和47年）末、渋谷区広尾の堀田備中守の屋敷跡に位置する日本赤十字社医療センターが老朽化したため、日本赤十字社が敷地の半分に新しい病院棟を建設する目的で事業プロポーザルを実施。住友不動産、三井不動産、三菱地所、第一生命保険の4社共同事業体の提案が選定された。4社共同事業体が選定された理由は、計画案全体が住宅建設という、公共性をもったプロジェクト内容という日赤側の趣旨に見合ったものだったからである。しかし、日赤の不動産ビジネスに対する無知のため、市場価格の半値程度で敷地を手放していると日本赤十字社医療センター院長を務めた幕内雅敏が明かしている。
当初のプロジェクトの全体計画案は圓堂建築設計事務所（現：エンドウ・アソシエイツ）によるもので、いずれも超高層の住居棟3棟（総戸数1000戸）を建設するというものだった。ところが、土地取得後の1年後に第一次オイルショックが発生。それによって計画案は見直さざるを得なくなり、新規計画案は圓堂建築設計事務所と三菱地所・設計管理部門（現：三菱地所設計）の共同で行われ、1975年（昭和50年）にマスタープランの原型（中高層住宅）が完成した。その後、1981年（昭和56年）11月に敷地の整備工事を着工。翌年11月、イーストヒルA・B・C棟の第1期分譲が開始され、1987年（昭和62年）2月に全体竣工を迎えた。施工は清水建設をはじめとする共同企業体 (JV) が担当した。土地代を除く総工費は約400億円。
広尾ガーデンヒルズは、起伏に富んだ約6.6haの敷地に2-3棟ごとに同じデザインコンセプトで建設された「ヒル (Hill)」と呼ばれる単位に分けられており、5つの「ヒル」に全15棟・合計1,181戸が設けられたほか、管理センター、スーパーマーケット（ナショナル麻布）、三菱UFJ銀行ATM（共同利用三井住友銀行）、医院（広尾ガーデンヒルズクリニック）も配された。また各ヒルには共有部分として遊歩道、庭園が設けられ、植栽スペースが広がり、設置率75%の駐車場の大半が、建物と庭園の地下に設けられている。
管理業務は賃貸のM棟（広尾ガーデンヒルズ第一マンションズ）のみが相互住宅、ほかは住友不動産建物サービスが受託している。
各戸の間取りは53.4-362.2m2であり、新築時の分譲価格は8,000万円-4.9億円であった。発売当初から高い人気を得て即日完売、抽選倍率平均40.8倍、最高倍率209倍を記録した。また、完成後にはバブル景気が到来し、新築時に76-127万円/m2程度であった価格は、中古市場で最高900万円/m2程度にまで跳ね上がった。東京ではよく知られた超高額のいわゆる「ヴィンテージ・マンション」の筆頭格であり、緑豊かで落ち着いた住環境の良さなどが評価され、竣工以来現在まで中古市場で高い人気を維持している。
最寄駅は東京メトロ日比谷線広尾駅で、最も駅に近い棟で徒歩約5分。

## 5つの「ヒル」

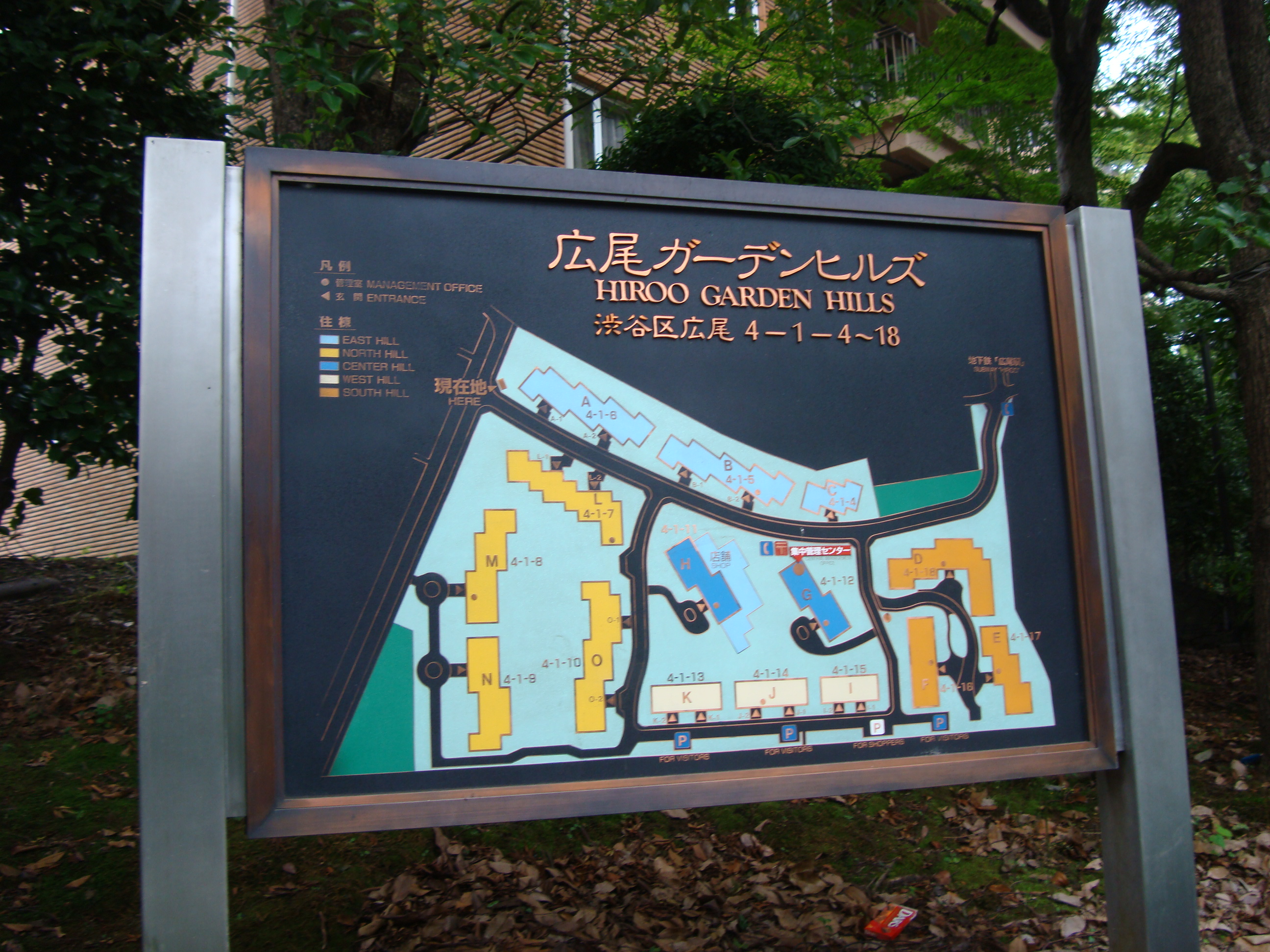
広尾ガーデンヒルズの案内板

「ヒル」と呼ばれる5つの区域は、それぞれ独自のコンセプトに基づいて設計されており、異なる時期に竣工している。中古市場においては棟ごとに価格相場に相違があり、サウスヒルとセンターヒルの人気が特に高いとされる。

### イーストヒル

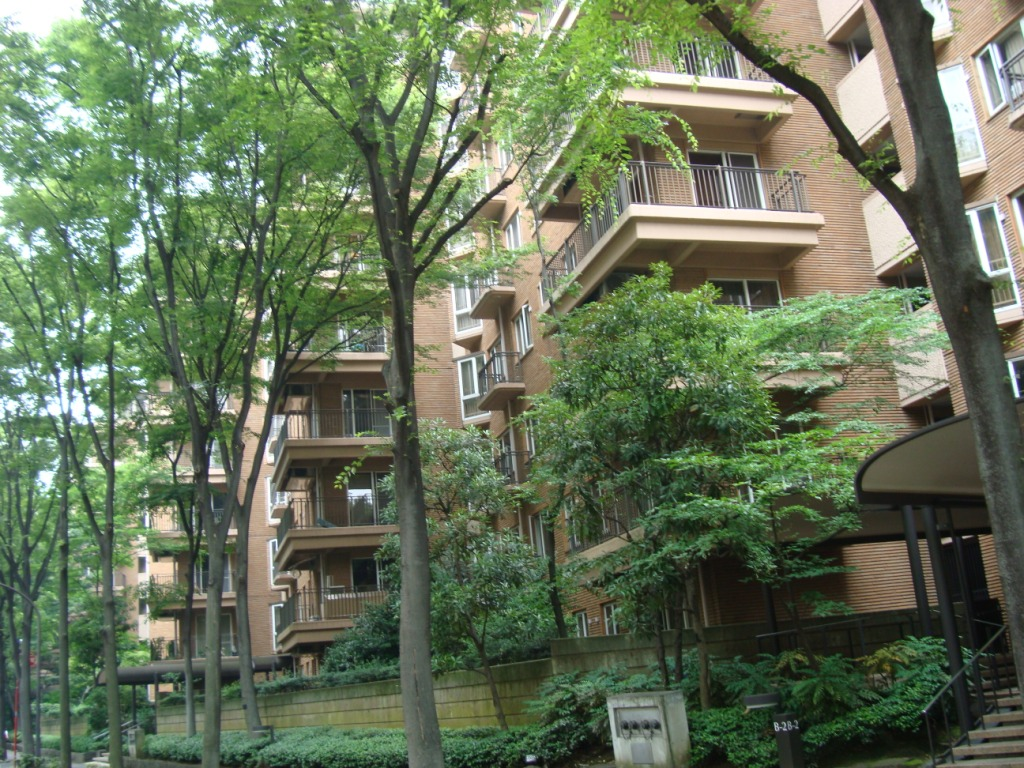
イーストヒル

サウスヒルとともに最も広尾駅に近い部分に位置しており、東側の高層階からは外苑西通り方面越しに東京タワーや有栖川宮記念公園などが望める。
- A棟、B棟、C棟
- 合計227戸
- 竣工: 1983年（昭和58年）8月 - 1984年（昭和59年）9月

### サウスヒル

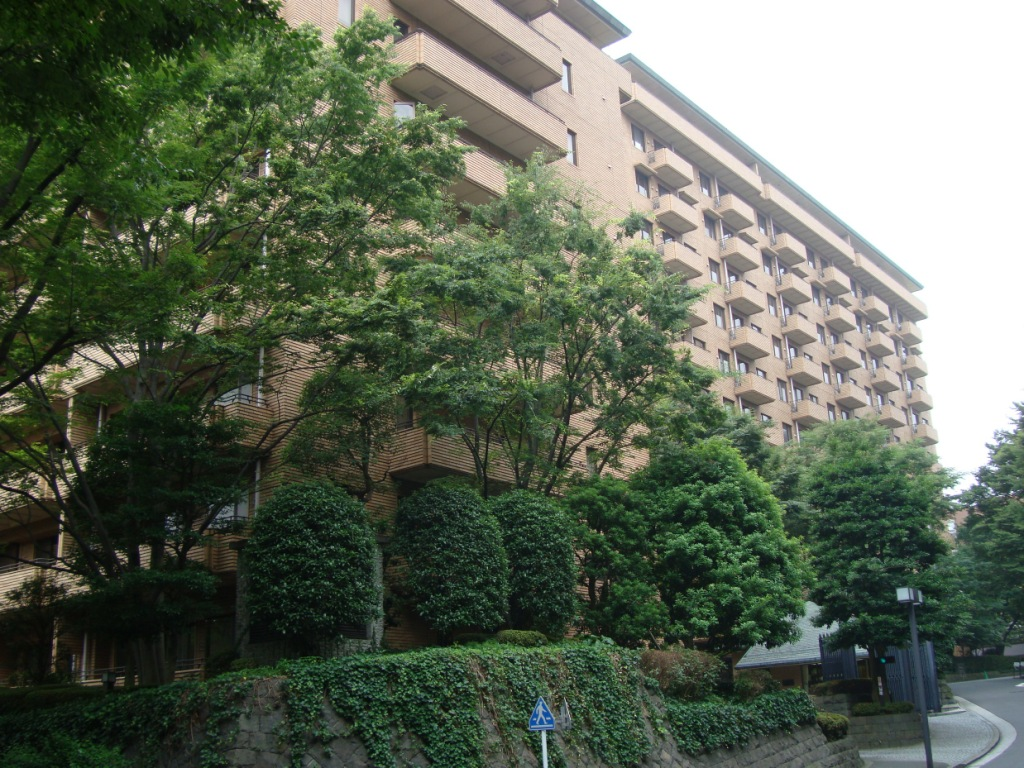
サウスヒル

各戸の広さ、質感、安全面のすべてにおいて他のヒルよりも優越しており、ガーデンヒルズ内でも別格との評価もある。また、棟別にはなかでもD棟の人気が最も高いとも言われる。
サウスヒルは警備員が常駐する専用ゲートを備えているほか、駐車場付置率も100%超となっている。
- D棟、E棟、F棟
- 合計187戸
- 竣工: 1986年（昭和61年）2月 - 11月

### センターヒル

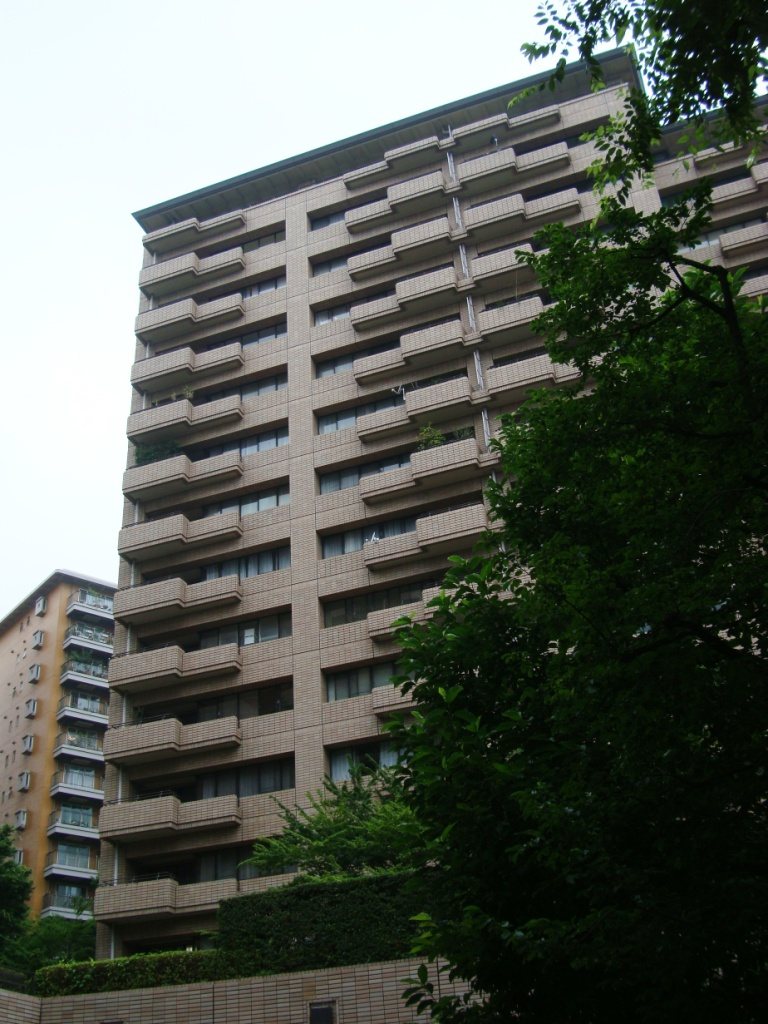
センターヒル

敷地中央にあり、他の4ヒルに囲まれる位置となっている。しかしながら配棟が考慮されているため眺望が良く、むしろガーデンヒルズの風情そのものを借景にできる最高の位置であるとの評価もある。
- G棟、H棟
- 合計162戸
- 竣工: 1985年（昭和60年）1月

### ウエストヒル

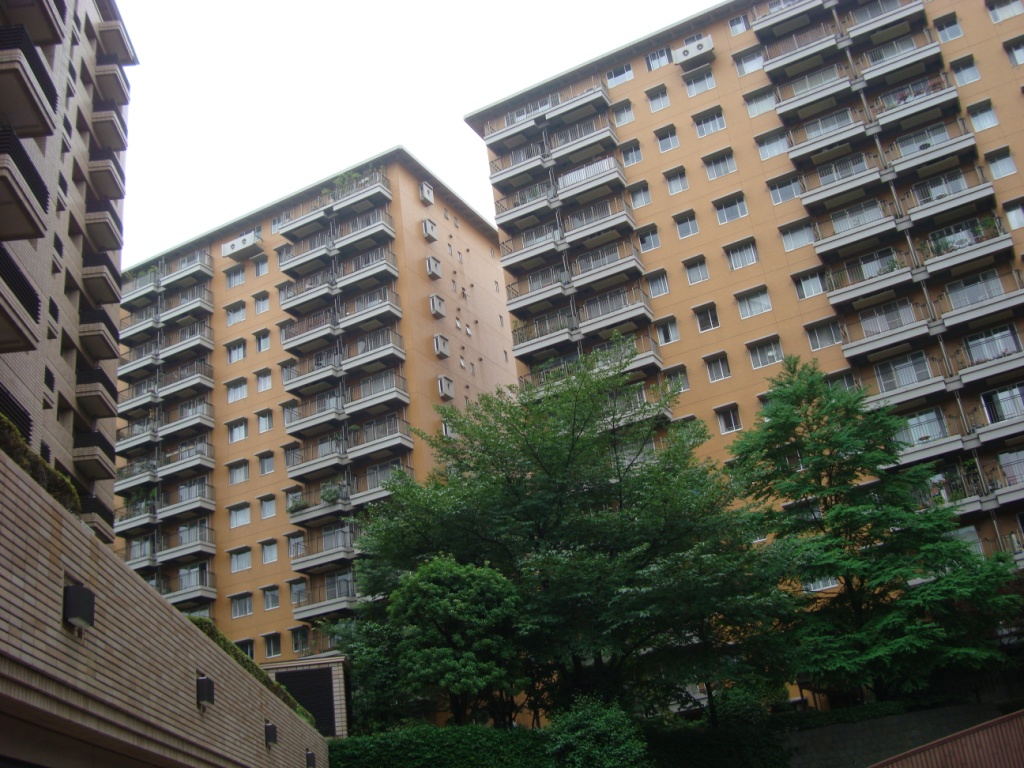
ウエストヒル

黄色系の外壁タイルや、丸型ガラスの窓など、5つのヒルのなかでも独特の雰囲気を持つ。
- I棟、J棟、K棟
- 合計272戸
- 竣工: 1985年（昭和60年）7月

### ノースヒル

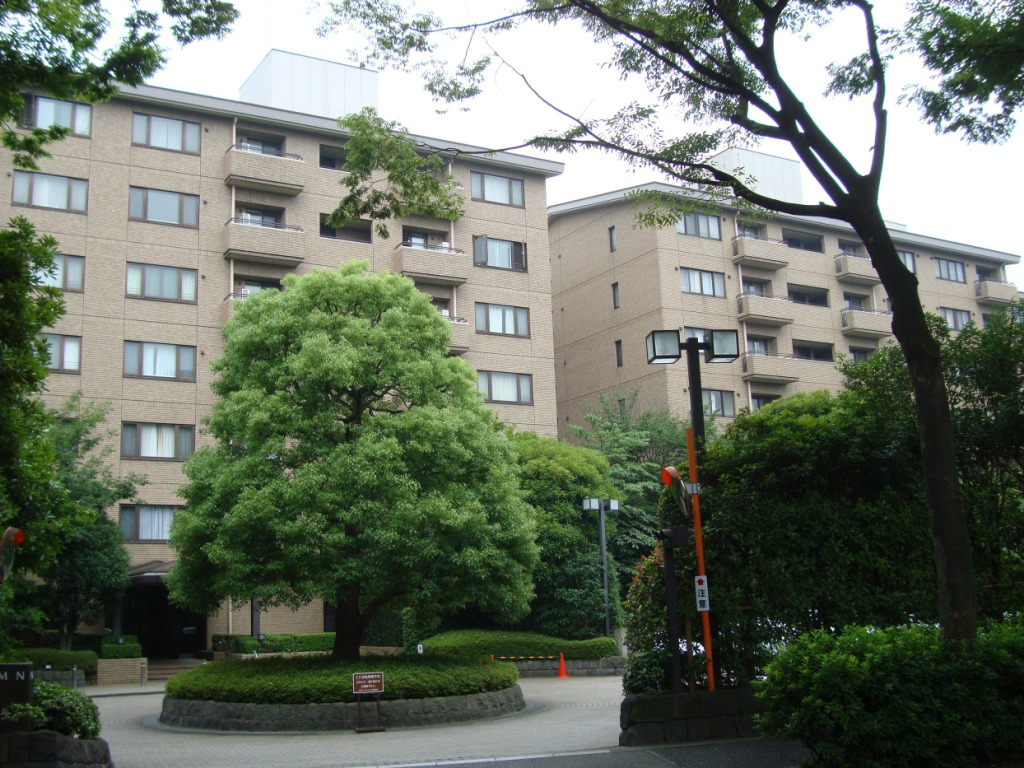
ノースヒル

ファミリータイプ中心の堅実な仕様となっている。全ヒルの中でも敷地内の樹木が最も豊か、また広尾北公園にも直結しているため、都心とは思えないほど自然を身近に感じられるヒルと評価が高い。但し広尾駅からは最も遠くに位置しており、駐車場付置率も約40%と低い。また、M棟（広尾ガーデンヒルズ第一マンションズ）は第一生命のプロジェクトによる賃貸棟となっており、完成後、その所有は相互住宅に移り、同社が賃貸経営を行っている。
- L棟、M棟、N棟、O棟
- 合計282戸
- 竣工: 1984年（昭和59年）1月 - 6月

## 広尾ガーデンフォレスト
2008年（平成20年）11月から2013年（平成25年）7月にかけ、広尾ガーデンヒルズの北西隣接地に竣工した大規模マンションが「広尾ガーデンフォレスト」である。
日赤医療センター等再整備のための資金を必要としていた日赤が、自社所有地をみずほ信託銀行に定期借地（50年間）として提供、同行と定期借地契約を締結した三井不動産レジデンシャルと三菱地所レジデンスの2社がマンション開発・分譲を行うスキームとなっている。この日赤とみずほ信託との間で交わされている契約について、事業決定後に日赤医療センター院長に就任した幕内雅敏は、定期借地料として「（競合した）住友不動産からは400億円を提示されたにもかかわらず、241億円しか出さないみずほ信託銀行と契約した」「広尾の高台にある土地の価値を、川沿いの低地の相場で算定している」などと、主に日赤側の不可解さ、不明朗さを批判している。
設計は三菱地所設計、施工は鹿島建設が手掛け、駐車場をすべて地下化することで、車両と歩行者の動線を分離。さらに、高度なセキュリティ体制構築のため、人や車の出入り口を4ヵ所に限定する「ゲートセキュリティー」を導入している。このほか、日本赤十字医療センターとの医療連携サービス実現のため、医療センター内に専用電話回線を開設して健康相談等ににあたる仕組みも構築した。マンションの敷地、共有部分に関しては日赤の関係者や業務棟利用者も使用することが明記されている。
桜レジデンス（A棟123戸・B棟74戸）、楓レジデンス（C棟117戸・D棟40戸）、白樺レジデンス（E棟39戸・F棟81戸）、椿レジデンス（G棟101戸・H棟99戸）と名付けられた全8棟のマンションに、事業協力者用住戸34戸を含む合計674戸が配されているほか、郵便局なども入居する業務棟も設けられている。管理業務は三井不動産住宅サービスが受託する。
マンションの権利形態は、敷地が定期借地権（地上権）の準共有、建物が区分所有となり、所有者は別途、月額の地代を支払うほか、管理組合として将来の建物解体費用支出に備えた「解体準備積立金」を積立てる必要がある。定期借地権の存続期間は2063年8月までであり、それまでに建物を解体、更地にして日赤に返却する義務がある。期間延長は一切認められない契約となっており、日赤は返却後に本土地を将来の新病院建築地として利用するという。